# Féronstrée et Hors-Château
Féronstrée et Hors-Château is een buurt (lieu-dit) van de Belgische stad Luik.
De buurt, buiten de eerste stadsmuur van Luik gelegen, ligt in het noorden van Luik-Centrum tegen de heuvel aan, waar de Citadel van Luik op ligt.
De buurt ligt op de linker Maasoever tegenover Outremeuse, waar het via de Pont Maghin mee verbonden is. In het noordoosten ligt de wijk Saint-Léonard, waar het vroeger door de Porte Saint-Léonard mee verbonden was.

## Bezienswaardigheden
De buurt is rijk aan monumenten:

### Kerken en kloosters
- Onze-Lieve-Vrouw-Onbevlekt-Ontvangenkerk
- Sint-Antoniuskerk
- Sint-Bartolomeüskerk, met beroemd doopvont
- Antoinistenkerk
- Kapucijnenklooster met Heilig Kruiskapel
- Minderbroedersklooster

### Musea
- Museum van het Waalse Leven
- Ansembourg Museum
- Grand Curtius
- Museum voor Schone Kunsten

### Overig
- Vleeshal
- Montagne de Bueren met de trap die de buurt met de citadel verbindt
- Fontaine Montefiori
- Tal van monumentale woningen